# 白斯特魯加湖
57°29′19″N 28°06′51″E / 57.48861°N 28.11417°E
白斯特魯加湖（俄语：Белая Струга），是俄羅斯的湖泊，位於該國西北部，由普斯科夫州負責管轄，處於帕爾基諾區，面積6平方公里，集水區面積70.4平方公里，平均水深3.2米，最大水深7米。